# Conacul Prezan de la Schinetea

Conacul mareşalului Constantin Prezan din Schinetea

Conacul din Schinetea este un conac  care se află în partea de nord-vest a satului Schinetea din județul Vaslui și care a fost construit de către familia mareșalului Constantin Prezan (1861-1943) în secolele al XIX-lea și al XX-lea.
Conacul mareșalului Constantin Prezan de la Schinetea se află pe "Lista monumentelor istorice din județul Vaslui 2004" la nr. 390, având codul  VS-II-a-B-06877. El este compus din șapte monumente cu același regim: 
- corpul vechi, având codul VS-II-a-B-06877.01 - secolul al XIX-lea
- casa administratorului, cu codul VS-II-a-B-06877.02 - începutul secolului al XX-lea
- corpul nou, cu codul VS-II-a-B-06877.03 - 1939
- beciul, cu codul VS-II-a-B-06877.04 - începutul secolului al XX-lea
- parcul, cu codul VS-II-a-B-06877.05 - începutul secolului al XX-lea
- fântâna, cu codul VS-II-a-B-06877.06 - începutul secolului al XX-lea
- monumentul funerar al mareșalului Constantin Prezan și al soției sale Olga, cu codul VS-IV-m-A-06918 - aflat în grădina conacului, construit în 1943; crucea mareșalului a fost refăcută din ciment în 1993.

## Istoric
În anul 1896, colonelul Constantin Prezan, adjutant regal pe lângă Prințul moștenitor Ferdinand cumpără, împreună cu soția sa Olga, moșia de aproximativ 1.100 hectare și conacul din satul Schinetea din comuna Dumești, aflate astăzi în județul Vaslui .
La începutul secolului al XX-lea, s-a construit aici un parc, un beci, o fântână și o casă a administratorului, care avea grijă de conac în lipsa proprietarului.
După sfârșitul primului război mondial în care îndeplinise funcția de șef al Marelui Cartier General al Armatei Române, generalul Prezan se retrage la moșia sa de la Schinetea. Printr-o lege elaborată de Camera Deputaților i se conferă dreptul de a purta toată viața uniforma militară și de a se bucura de onorurile și avantajele materiale și de gradul avut în timpul războiului. Deși statul român i-a oferit o casă în București, iar Academia Română l-a ales ca membru de onoare, Prezan rămâne la Schinetea. A fost înaintat la gradul de mareșal al Armatei Române în 1930, odată cu generalul Alexandru Averescu. Prezan a fost senator de drept în mai multe legislaturi și membru al Consiliului de Coroană. 
În anul 1939, Prezan a construit un corp nou de clădire. În total, conacul avea 25 camere.
Mareșalul Constantin Prezan a murit la data de 27 august 1943 și a fost înmormântat în grădina conacului. Tot acolo a fost înmormântată și soția sa, Olga.
Naționalizat de autoritățile comuniste după preluarea puterii, în conac a fost instalat un cămin-spital pentru persoane adulte cu handicap psihic sever. După revoluția din decembrie 1989, dr. Olga Macarie, nepoata mareșalului Prezan, a revendicat conacul și terenul înconjurător. La 6 ianuarie 1999, Judecătoria Vaslui a recunoscut Olgăi Macarie dreptul de proprietate asupra clădirii. În acel moment, în clădire erau internate 89 de persoane adulte cu handicap psihic sever .
În august 2001, bolnavii neuropsihici ai Căminului-spital de la Schinetea au fost mutați la spitalul de la Mălăești (Vutcani). Olga Macarie a vrut să doneze conacul mareșalului Constantin Prezan către Ministerul Apărării Naționale, împreună cu un parc de stejari (3 ha) și o livadă (25 ha) , pentru a se amenaja un cămin de bătrâni pentru foștii angajați ai instituției. 
Olga Macarie s-a răzgândit însă și a donat, la 1 octombrie 2002, conacul și terenul înconjurător către Muzeul Județean "Ștefan cel Mare" din Vaslui . În conac au fost expuse obiecte originale, fotografii, arme, medalii, documente, uniforme militare care i-au aparținut mareșalului Prezan. 
În ultimii ani, conacul a ajuns într-o stare de degradare avansată, necesitând urgent lucrări de consolidare, restaurare și punere în valoare . 

## Fotogalerie

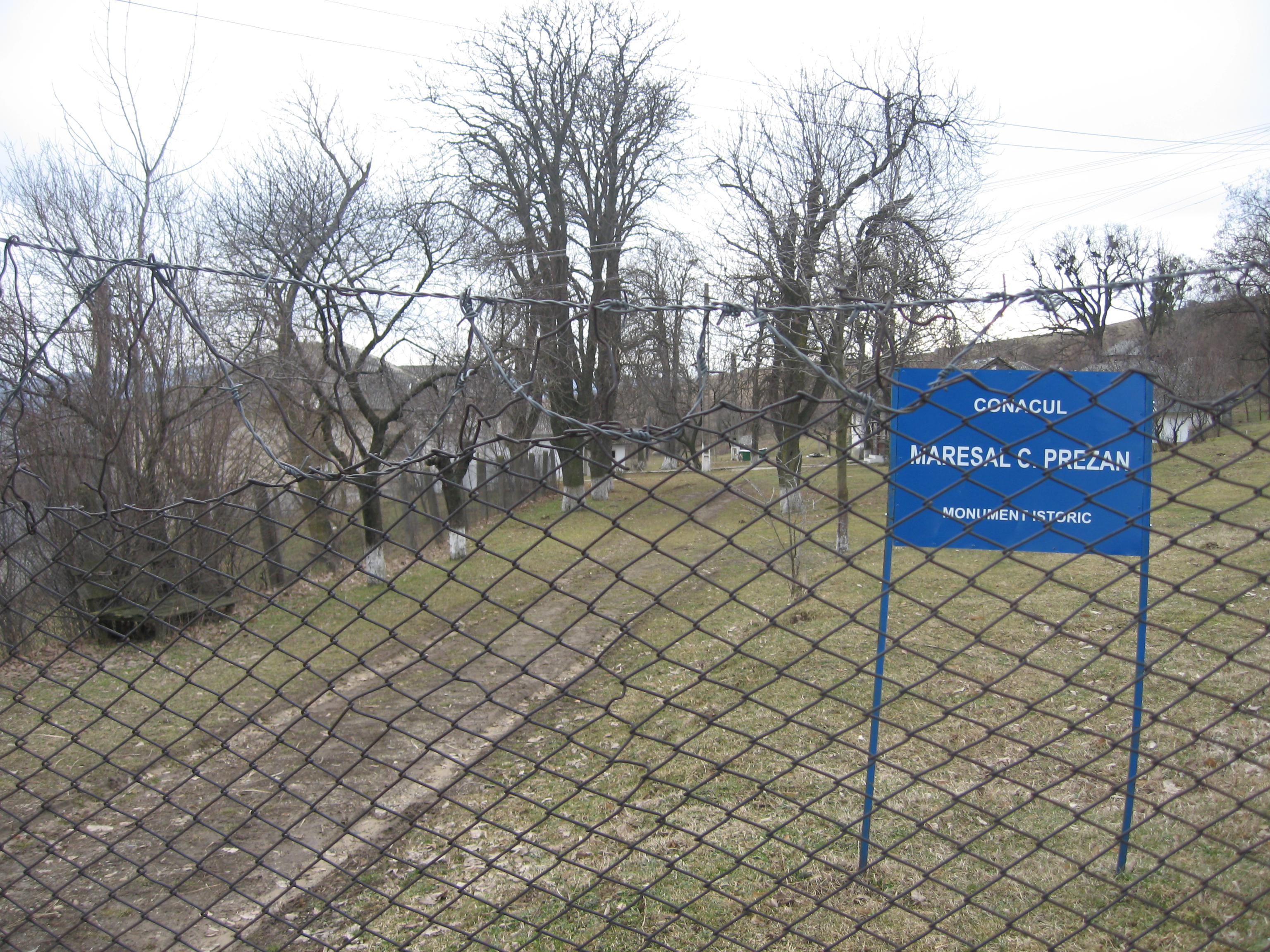
Conacul din Schinetea, închis pentru vizitatori
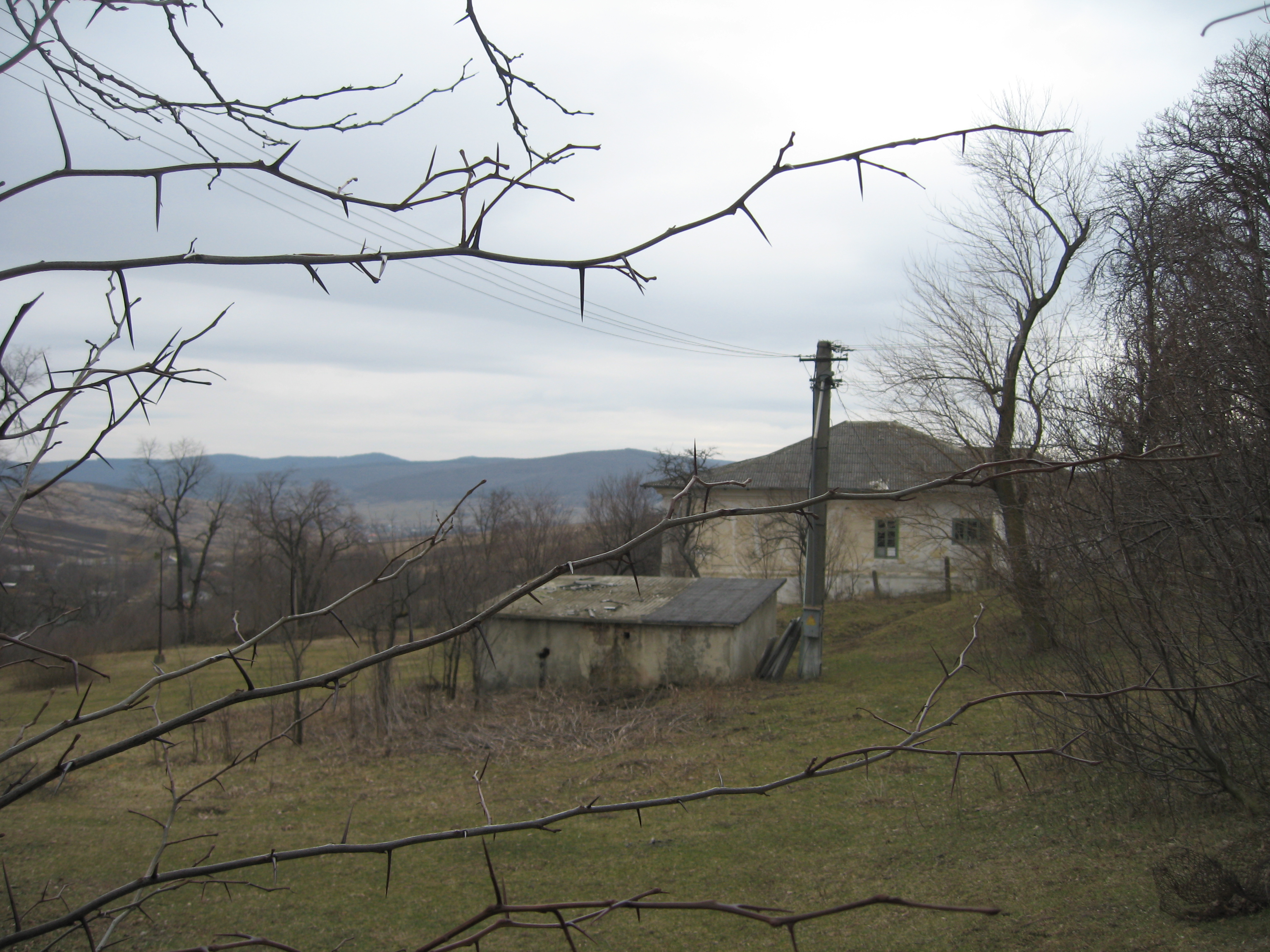
Conacul din Schinetea, fotografiat din spatele gardului
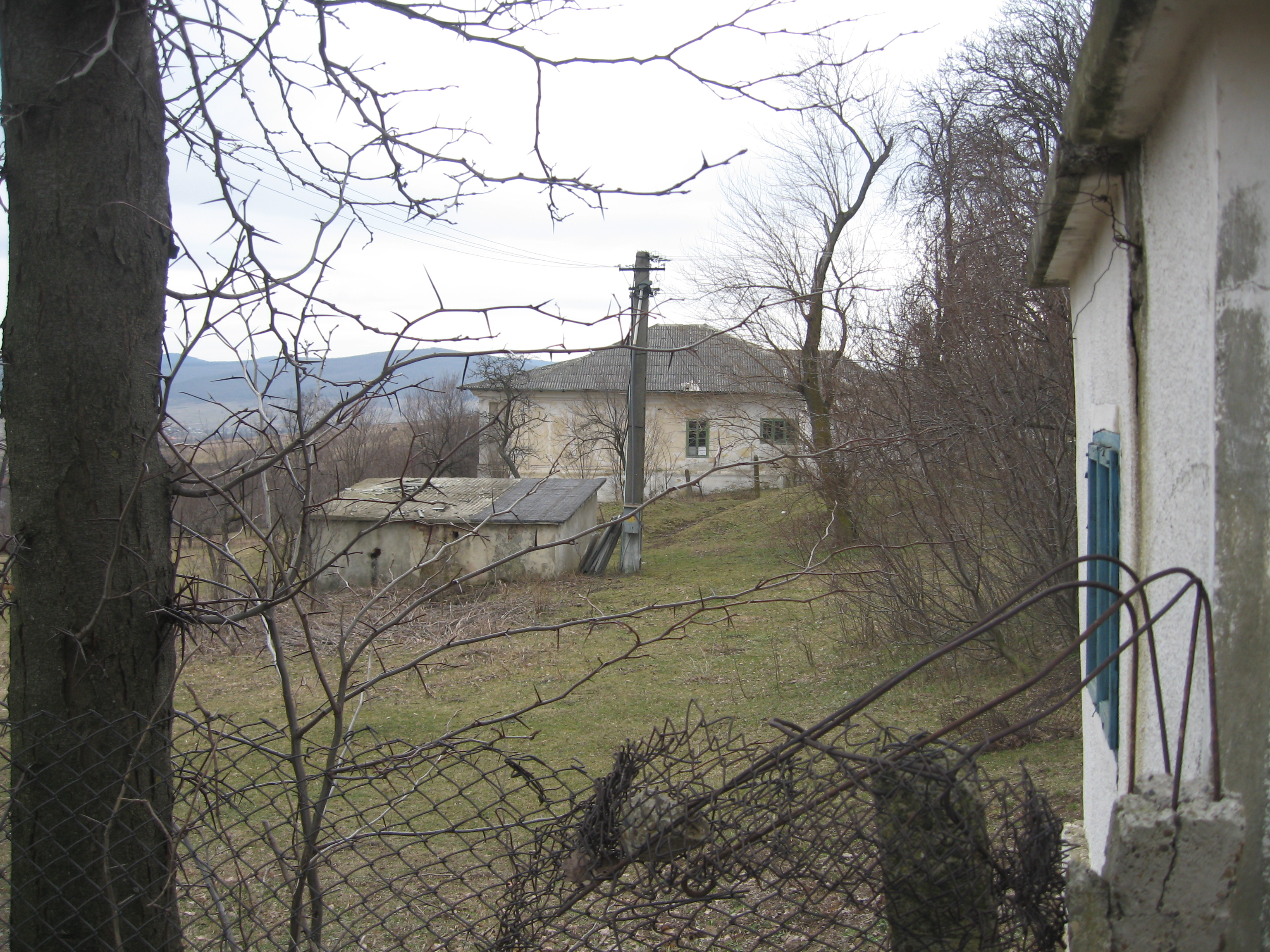
Conacul din Schinetea, fotografiat din spatele gardului